# Rapsodie (Rhapsodie)/Amore di tabacco
Rapsodie (Rhapsodie)/Amore di tabacco è il 63° singolo di Mina, pubblicato il 15 giugno del 1964 su vinile a 45 giri dall'etichetta Italdisc.

## Il disco
Italdisc, ancora alla caccia di incisioni inedite di Mina prima del suo passaggio alla Ri-Fi, scova due registrazioni effettuate dalla cantante tra il 1962 e il 1963 e le pubblica in questo anacronistico singolo.
Ne esiste una versione promozionale per jukebox (NON in vendita) con identico numero di catalogo.
Ha un'unica copertina ufficiale Archiviato il 13 marzo 2023 in Internet Archive.
Entrambi i brani sono contenuti nell'album Mina Nº 7 del 1964, nella raccolta Mina ...Di baci del 1996 e nell'antologia che raccoglie tutti i singoli dell'artista fino al 1964, Ritratto: I singoli Vol. 2 (2010).
Ristampato lo stesso anno in Belgio con un'altra copertina (Show Records SH 1121).
Nel 1966 è stato ristampato per il mercato spagnolo con una copertina diversa (Marfer e International, sussidiaria della Fonit Cetra, 20.021).
Gli arrangiatori dirigono le rispettive orchestre.

## Rapsodie
È la versione in italiano, con il testo di Alberto Testa, della canzone Rhapsodie della stessa Mina, brano nato dall'esperienza discografica della cantante in Germania con l'etichetta Polydor, la produzione di Gerhard Mendelson e l'intervento musicale del Maestro Werner Scharfenberger.
Il 28 giugno 1962 a Vienna, Mina registra questo brano in italiano, insieme ad altre canzoni in tedesco, ma non lo pubblica. Di quella sessione viene invece stampato subito il singolo Heißer Sand/Ein treuer Mann (Polydor 24793), che decreterà la fortuna della cantante in Olanda e soprattutto in Germania, paese in cui il 45 giri supererà il record, ancora ineguagliato, di oltre 1 300 000 copie vendute. Due anni dopo, ma SOLO in Germania, uscirà il singolo Rhapsodie/Er hatte blaue Augen (Polydor 52333), che precederà di pochissimo la pubblicazione in Italia del 45 giri che contiene la traduzione del pezzo.
I brani cantati in tedesco da Mina sono stati raccolti sull'LP Heißer Sand (Bear Family Records BFX 15226) del 1987 e successivamente sul CD Heisser Sand (Bear Family Records BCD 15872 AH) del 1996; tutti questi dischi fanno parte della discografia straniera dell'artista.

## Tracce
Lato A
1. Rapsodie (Rhapsodie) – 2:21 (testo: Alberto Testa – musica: Werner Scharfenberger; edizioni musicali Orchestralmusic)

Lato B
1. Amore di tabacco – 1:57 (testo: Vito Pallavicini – musica: Vittorio Buffoli; edizioni musicali Orchestralmusic / Asso)